# Darren Barrett

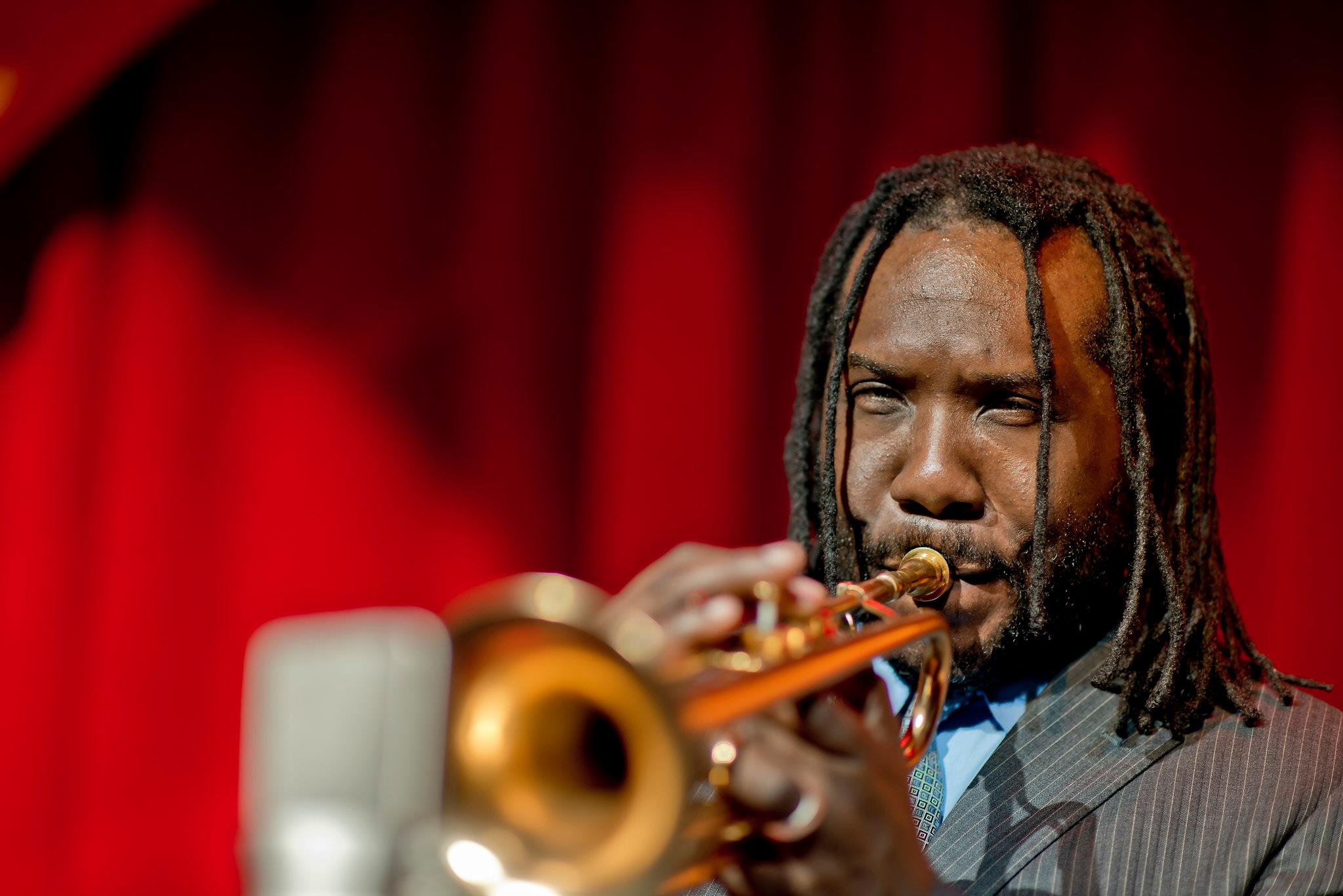
Darren Barrett, 2011

Darren Barrett (* 19. Juni 1967 in Manchester) ist ein kanadischer Jazztrompeter (auch Piano, Schlagzeug).

## Leben und Wirken
Barrett, der jamaikanische Eltern hat, wuchs in Toronto auf; sein Vater, von Beruf Automechaniker, war Hobbymusiker. Er erwarb 1990 den Bachelor am Berklee College of Music, 1993 den Master in Jazz Performance und 1995 den Master in Musikpädagogik am New Yorker Queens College. Anschließend setzte er sein Studium am Thelonious Monk Institute of Jazz fort, das er 1997 abschloss. Im selben Jahr siegte er beim Thelonious Monk International Jazz Competition für Trompete.
Erste Aufnahmen Barretts entstanden 1992 bei Antonio Hart (Don't You Know I Care); 1999 legte er sein Debütalbum First One Up vor, an dem Kenny Garrett, Aaron Goldberg und Jimmy Greene mitwirkten. Im Bereich des Jazz war er zwischen 1991 und 2011 an 21 Aufnahmesessions beteiligt, u. a. bei der Roy Hargrove Big Band, Barbara Dennerlein, Elvin Jones, als Schlagzeuger bei George Colligan. Neben seinen eigenen Formationen Energy in Motion und dB Quintet arbeitete er mit Jackie McLean, Herbie Hancock, Common, Will.i.am, Esperanza Spalding (Radio Music Society, 2012) und Myron Walden.

## Diskographische Hinweise
- Deelings (J-Curve, 2001)
- Attack of Wren: Wrenaissance, Vol. 1 (Nagel-Heyer Records, 2004), mit Walter Smith, Joseph Omicil
- A Very Barrett Christmas (2011)
- The Music of the Bee Gees (2014), mit Energy in Motion;
- Live and Direct (2014), mit dB Quintet.